# Johan Ramstedt

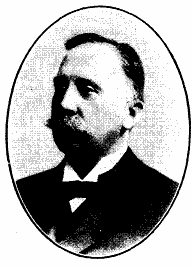
Johan Ramstedt.

Johan Olof Ramstedt (Stockholm, 7 november 1852 - 15 maart 1935) was een Zweeds premier.

## Studies en beroepsloopbaan
Als zoon van een kledingfabrikant volgde hij van 1869 tot 1873 een studie bestuursrecht aan de Universiteit van Uppsala, waarna hij hospitant werd. Vanaf 1880 was hij actief bij het fiscaal gerecht en in 1884 werd hij er rechter.
Van 1876 tot 1877 was hij assessor in de kanselarij van het Lagerhuis van de Zweedse Rijksdag, wat hij van 1877 tot 1882 ook was in de kanselarij van het Opperhuis. In 1892 werd hij adviseur op het ministerie van Justitie, waar hij van 1896 tot 1898 directeur was. In 1898 werd hij rechter aan het Opperste Gerechtshof.

## Politieke loopbaan
Op 5 juli 1902 werd hij minister Zonder Portefeuille in de regering van Erik Gustaf Boström. In december 1904 was hij ad interim minister van Buitenlandse Zaken.
Nadat Boström aftrad ten gevolge van de uniecrisis tussen Zweden en Noorwegen werd Ramstedt op 13 april 1905 door koning Oscar II benoemd tot premier van Zweden. Zijn belangrijkste opdracht was om de uniecrisis te beëindigen. Samen met kroonprins Gustaaf had hij het plan om Noorwegen na een grote reeks hervormingen onafhankelijk te laten worden. Op 7 juni 1905 had echter het Noorse parlement de Noorse onafhankelijkheid uitgeroepen. Het Zweedse parlement keurde het plan van Ramstedt niet goed, wat er uiteindelijk voor zorgde dat hij op 2 augustus 1905 ontslag nam als premier.

## Latere loopbaan
Hij werd opnieuw rechter aan het Opperste Gerechtshof en in 1909 werd hij benoemd tot rechter bij het nieuwe Opperste Administratiegerecht en in 1912 tot gouverneur van de provincie Stockholms län, wat hij bleef tot aan zijn pensioen in 1920.
- Gemeinsame Normdatei: 1243682884
- International Standard Name Identifier: 0000 0000 5132 7514
- LIBRIS: 282329
- Virtual International Authority File: 36900941